# Денис Лири
Денис Колин Лири (енгл. Denis Colin Leary; Вустер, Масачусетс, 18. август 1957) амерички је комичар, продуцент, сценариста, филмски и телевизијски глумац.